# Horké křeslo
Horké křeslo (v originále Hot Seat) je americký akční thriller z roku 2022, který režíroval a produkoval James Cullen Bressack. V hlavních rolích se představují Kevin Dillon a Mel Gibson.

## Zápletka
Neznámý zločinec umístí bombu pod židli ex-hackera a donutí ho, aby se vloupal do vysoce zabezpečených bankovních institucí.

## Obsazení
- Kevin Dillon jako Orlando Friar
- Mel Gibson jako Wallace Reed
- Shannen Doherty jako náčelnice Pam Connelly
- Michael Welch jako Enzo
- Sam Asghari jako seržant Tobias
- Eddie Steeples jako Jackson
- Lydia Hull jako Kim Friar
- Anna Harr jako Zoey Friar
- Kate Katzman jako Ava Adamson